# パワーレンジャー・メガフォース
『パワーレンジャー・メガフォース』（Power Rangers Megaforce）は、アメリカ合衆国のテレビドラマ。日本の特撮テレビドラマシリーズ「スーパー戦隊シリーズ」の英語版ローカライズ作品「パワーレンジャーシリーズ」の第20シーズン、第17作目にあたる。2014年から第2シーズン（シリーズ第21シーズン）となる『パワーレンジャー・スーパーメガフォース』（Power Rangers Super Megaforce）が放送。メガフォースは『天装戦隊ゴセイジャー』、スーパーメガフォースは『天装戦隊ゴセイジャー』に加えて『海賊戦隊ゴーカイジャー』もベースとなっている。
第1シーズンはニコロデオンで2013年2月2日から、同年12月7日まで放送。第2シーズンは2014年2月15日から、同年11月22日まで放送。第1シーズン全22話、第2シーズン全20話。

## 概要
2011年から放送された『パワーレンジャー・サムライ（パワーレンジャー・スーパーサムライ）』に続くサバン・ブランド製作の作品であり、シリーズ20周年記念の一端を担っている。
『ゴセイジャー』と『ゴーカイジャー』の2作品をベースとしている理由として、サバンは可能な限り原作の映像を流用して戦闘シーンの新規撮影を可能な限り行わない方針であり、『ゴーカイジャー』が流用可能な映像が大きく限られることと、『ゴセイジャー』は日本ではカード玩具とスーパー戦隊バトル ダイスオーと連動していたが、アメリカではパワーレンジャーのカードゲームが展開されていないためとされる。ストーリーエディターのジェームズ・ベイツは、シリーズ20周年作品であるから、アニバーサリー作品であるゴーカイジャーの要素を取り入れかったのだろうと述べている。
『ゴーカイジャー』の海賊というモチーフにサバン側が「海賊は悪に決まっている」と難色を示しており、原作の海賊要素は廃止されている。
ジェームズ・ベイツによれば製作総指揮のジョナサン・ヅァクワーは原作となる戦隊に忠実なストーリーを求めており、パワーレンジャーに変身する子供たちのキャラクター個々のストーリーやサブキャラクターの活躍には関心が無く、それらのことを提案しても受け入れられる事は無かったとしている。ストーリーの方向性に合わないとして、原作のレギュラーキャラクターであったバスコの設定に該当する登場人物は、本作品内では設定されていない。
パワーレンジャーシリーズにおいて戦闘シーンは1話につき5分から7分程度であるが、本作品は長い場合は15分と戦闘シーンの比率が高くなっており、キャラクターのドラマを作ることが出来ず、レンジャーのパワーアップや新しいゾードの登場するエピソードが連続する結果となった。そして第2シーズンの第3・4話の脚本が自分が与り知らないところで書き上がっていたことがきっかけとなり、ベイツはストーリーエディターを降板したが、ジョナサン・ヅァクワーから依頼を受けて第16・17話の脚本を担当している。
記念作品であるため、これまでの作品に登場した歴代レンジャーたちも登場している。
第2シーズン最終回の歴代レンジャー集合シーンの演出は坂本浩一が担当。坂本は『仮面ライダーフォーゼ』の合間に3泊4日のスケジュールでニュージーランドに滞在し、演出を担当した。
2012年9月からリハーサルが始まり、同年中に第1シーズンの撮影が終了。2013年2月から第2シーズンの撮影が始まり、6月中旬にクランクアップした。

## 登場人物

### パワーレンジャーメガフォース（パワーレンジャースーパーメガフォース）

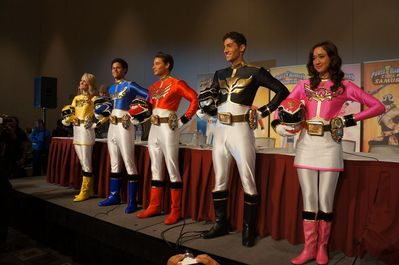

初期メンバー5人はゴセイによる召集を受け、地球を守る使命を与えられた高校生である。ゴセイモーファーを所持してメガフォースレンジャー（ゴセイジャー）に変身し、第2シーズンの第1話からレジェンダリーモーファーでスーパーメガフォースレンジャー（ゴーカイジャー）とパワーアップすると同時に過去のパワーレンジャーたちの能力を扱う力を与えられた。
トロイ・バロウ / レッドメガフォースレンジャー / レッドスーパーメガフォースレンジャー（ゴセイレッド / ゴーカイレッド）
父親ともに町に引っ越してきた転校生。メガフォースレンジャーのリーダー。優れた格闘技術と思いやりの心をもった優しい青年。リーダーの資質を見抜かれドラゴンの力を与えられる。
パワーレンジャーになる以前から、大勢のレンジャーたちと敵が戦う謎の夢を見ている。
設定上では特別な存在と位置付けられており、特殊な力を宿しているとジェームズ・ベイツは語っている。
ノア・カーバー / ブルーメガフォースレンジャー / ブルースーパーメガフォースレンジャー（ゴセイブルー / ゴーカイブルー）
メガフォースレンジャーのサブリーダー。科学に詳しいことを認められシャークの力を与えられた青年。
歴代のパワーレンジャーについても研究しているらしく、その方面でも詳しい。戦闘でも肉体よりも頭脳を駆使して戦う。また、ジェイクとは親友である。
ジア・モラン / イエローメガフォースレンジャー / イエロースーパーメガフォースレンジャー（ゴセイイエロー / ゴーカイイエロー）
冷静さを認められてタイガーの力を与えられた女性。
ミス・パーフェクトと呼ばれるほどに才色兼備であるらしい。
ジェイク・ホーリング / ブラックメガフォースレンジャー / グリーンスーパーメガフォースレンジャー（ゴセイブラック / ゴーカイグリーン）
身体技術を認められスネークの力を与えられた青年。遊び好きで怖いもの知らずの性格。ジアに片思いをしている。
彼だけがメガフォースレンジャーからスーパーメガフォースレンジャーに変身する際に色が変わる。これは原作であるゴーカイジャーにブラックが存在しないためであり、設定上では「新しいジェイクの能力」となっている。ゴセイもこのことに関して、彼のスーパーメガモードのキーは特殊だと語っている。
エマ・グドール / ピンクメガフォースレンジャー / ピンクスーパーメガフォースレンジャー（ゴセイピンク / ゴーカイピンク）
自然を愛する心を認められフェニックスの力を与えられた女性。
競技用自転車に乗って自然観察を行うのを好む。また、ジアとは幼馴染である。

#### 追加戦士
ロボナイト（ゴセイナイト）
第1シーズンでの追加戦士で、ゴセイによって地球を守るために生み出された戦士。ライオンゾード（グランティオンヘッダー）に変形できる。
メッセンジャーとの戦いの際に、他のレンジャーのゴセイモーファーを修復するために力を使い果たし、戦いの後に行方をくらましてしまう。
第2シーズンの終盤でヴラックに洗脳されてしまい、パワーレンジャーと敵対するが、トロイの尽力で正気に戻る。その後、ヴラックに捕らわれたオライオンを救うために単身で海底基地に乗り込み、ヴラックによってオライオン諸共基地の破壊に巻き込まれるが自身の命と引き換えにオライオンに生命エネルギーを与えて彼を救う。その後、存命していたようでアルマダとの最後の戦いの際に登場している。
原作のゴセイナイトと比べて、会話や動作が機械的になっている。また、ゴセイナイトと同じように彼のレジェンダリー・レンジャーキーも存在している。
ジェームズ・ベイツによれば、トロイに宿る力と同種の力を起源としているとされる。
オライオン / シルバースーパーメガフォースレンジャー（ゴーカイシルバー）
第2シーズンでの追加戦士。第7話から登場。銀色の装飾品を好んで身につけている。
元々はアンドレシアという惑星の鉱夫だったが、岩の中からモーファーと銀色のレンジャーキーを発掘し、そこから見えたヴィジョンでパワーレンジャーの存在を知った。入手した当初は変身しようと考えていなかったが、アンドレシアを訪れた艦隊によって友や家族などを失った際に、シルバーレンジャーに変身するようになった。その後は単独でアンドレシアでサバイバル生活を続けていたが、ある日アンドレシアを訪れた艦隊から戦艦「フリージョーカー」を1つ奪取して地球に来訪した。
一人で何十体ものXボーグを倒してしまうほどの戦闘力を持つが、レジェンダリーモードの変身は他のレンジャーたちに見せてもらうまで知らなかった。
原作とは違い、変身後に高速で移動することができる。
第8話のラストからはジュースバーで働いている。また、トロイたちが通っている学校で寝泊りしている。

### 協力者
ゴセイ
地球の守護者とされる存在。ある島にある石碑となりレンジャーたちに語りかける。
『マイティ・モーフィン・パワーレンジャー』などに登場したゾードンにより生み出された存在で、彼を師匠と仰ぐ。
原作のマスターヘッドに相当する立場のキャラクター。外見はゴセイモーファー（テンソウダー）に酷似したものとなっている。
テンソウ
ゴセイに従う小型ロボット。ゴセイの指示によりレンジャーとなる若者を探した。
原作であるゴセイジャーのデータスとゴーカイジャーのナビィに相当する立場のキャラクターだが、外見はいずれの原作とも全く異なっており、映画『ウォーリー』に登場する「WALL・E」のような"Old school robot"（レトロなロボット）と評される姿になっている。
ゴセイ、テンソウともにゴセイジャーに因んだネーミングになっている。

### 一般人
アーニー
ジュースバー“アーニーのブレイン・フリーズ”の経営者。ジェームズ・ベイツはこのキャラクターの存在によりパワーレンジャーたちの日常生活を描写しやすくなったと述べている。
名前は『マイティ・モーフィン・パワーレンジャー』などに登場した同名のキャラクターに因む。
バーリー先生
トロイたちが通う高校の理科教師。ノアの師匠的なキャラクターとして考案されたが、ストーリーに絡むことは少なく、ストーリーエディターのジェームズ・ベイツは「キャラクターを活用できなかったことを悔やんでいる」と述べている。構想時点では『マイティ・モーフィン・パワーレンジャー』でブルーレンジャー、ビリーを演じたデビッド・ヨーストを起用することが考えられていたが、実現しなかった。

### 歴代のパワーレンジャーとその関係者
ジェイデン・シバ（第5話）
前作のパワーレンジャー・サムライのレッドレンジャー。
ジュースバーにいたトロイ、ジェイク、ノアの前に現れ、『双』秘伝パワーディスクを渡した。その後、ジイと共にレジェンダリー・サムライ・メガゾードとメタコアの戦いを見守り、バイクで去っていった。
ジイ（第5話）
前作のパワーレンジャー・サムライに登場するジェイデンの師匠。
たまたま買出しに来ていたジェイクとノアが見つけたバイクの持ち主で、その時はバイクで去ってしまった。その後、ジェイデンと共にレジェンダリー・サムライ・メガゾードとメタコアの戦いを見守り、バイクで去っていった。
ケイシー（第6話）
パワーレンジャー・ジャングルフューリーのレッドレンジャー。
ダイ・シとの戦いの後、パイ・シュアの師範となり、エマとジェイクが彼のもとに訪れた際、彼は公園でパイを教えていた。レンジャーたちが動物園に来ていた際には動物園の虎の飼育係として働いていた。
その後、パチャ・チャマックに敗れてしまった、エマとジェイクが彼のもとを訪ね、彼は修行をつけることになる。ジェイクとエマにスピリットが発現した際、ケイシーは二人に対し、ジェイクはスネークスピリット、エマはフェニックススピリットを持っていると話している。
敵襲の知らせを受け、修行は中断。その際エマとジェイクがパワーレンジャーであることが分かっていたのを明かし、自分がパワーレンジャー・ジャングルフューリーのレッドレンジャーであることを明かした。
なお、第6話のラストシーンでは、彼は動物園では働いておらず、別の飼育員曰くケイシーという名の飼育員はいないとのこと。どうして虎の飼育係をすることができたのかは不明である。
トミー・オリバー
マイティ・モーフィン・パワーレンジャーではグリーンレンジャーおよびホワイトレンジャー、パワーレンジャー・ジオではジオレンジャー5・レッド、 パワーレンジャー・ターボでは初代ターボレッドレンジャー、パワーレンジャー・ダイノサンダーではダイノブラックレンジャーとして戦った歴戦の勇者。本作品ではグリーンレンジャーとして最終決戦に参加した。
セオドア・ジェイ・ジャービス・ジョンソン
通称「T.J」。パワーレンジャー・ターボでは2代目ターボレッドレンジャー、パワーレンジャー・イン・スペースではスペースブルーレンジャーだった青年。最終決戦ではスペースブルーレンジャーの姿で参戦した。
キャシー・チャン
パワーレンジャー・ターボでは2代目ターボピンクレンジャー、パワーレンジャー・イン・スペースではスペースピンクレンジャーだった女性。T.Jと共にアルマダの襲撃でエレベーターに閉じ込められた人々を救助した。最終決戦ではスペースピンクレンジャーとして参戦した。
レオ・コービット
パワーレンジャー・ロスト・ギャラクシーのレッドギャラクシーレンジャーで、マイク（マグナ・ガーディアン）の弟。瓦礫に閉じ込められた子犬を救助した。
デーモン・ヘンダーソン
パワーレンジャー・ロスト・ギャラクシーのグリーンギャラクシーレンジャー。
カローン
パワーレンジャー・ロスト・ギャラクシーの2代目ピンクギャラクシーレンジャーである惑星KO-35出身の女性。初出であるパワーレンジャー・イン・スペースではアストロネマとして兄のアンドロス（スペースレッドレンジャー）率いるスペースレンジャーたちと敵対していた。メットを被る際、アストロネマの姿が一瞬だけ登場している。
カーター・グレイソン
パワーレンジャー・ライトスピード・レスキューのレッドレンジャー。消防士として登場し、アルマダの攻撃で半壊した町で救護活動を行った。
デイナ・ミッチェル
パワーレンジャー・ライトスピード・レスキューのピンクレンジャー。キャプテン・ウイリアムの娘かつライアン（タイタニアムレンジャー）の妹。医者として登場し、カーターと共に救護活動を行った。
ウェスリー"ウェス"・コリンズ
パワーレンジャー・タイムフォースのレッドレンジャー。
マイク
前作のパワーレンジャー・サムライのグリーンレンジャー。
エミリー
前作のパワーレンジャー・サムライのイエローレンジャー。

### ウォースター帝国

#### インセクトイド（宇宙虐滅軍団ウォースター）
帝国の先遣隊である昆虫型エイリアンの軍団。地球外に待機した宇宙船を拠点とする。
マルコー提督（惑星のモンス・ドレイク）
蛾のような外見を持つインセクトイドの首領。武器は斧で、惑星型のエネルギーを次々と相手にぶつける「プラネット・ストライク」という必殺技を持つ。
アルマダの先遣隊として地球侵略に派遣されていた。ヴラックのことを高く評価していたが、彼が皇帝の実子であることは知らされておらず、当のヴラックからは自分の皇位継承権を高めるための駒として見られていた。
原作と異なり、トキシックミュータント壊滅後まで生存していたが、到着間近な本隊に手柄を奪われるのを危惧して、自らがレンジャーに勝負を仕掛ける。
クリーポックス（流星のデレプタ）
ウォースターの幹部で、刃の付いた前腕を持つカマキリのような外見のエイリアン。
ヴラック（彗星のブレドラン/チュパカブラの武レドラン/サイボーグのブレドRUN/救星主のブラジラ）
ウォースターの幹部で、発展した科学技術を持ったツノゼミのような外見のエイリアン。
地球で戦闘する際にはトキシックミュータントを思わせる戦闘形態（武レドラン）になる。
パワーレンジャーによって搭乗していた宇宙船ごと爆破されるが、メタルアリスの手術によりサイボーグ（ブレドRUN）として復活する。
周囲には隠していたが、実は皇帝の実子でヴェッカーの弟。正統後継者であるヴェッカーのことは、陰で「馬鹿な兄」と呼んで見下しており、素性を隠してマルコー提督の下に就きながら、密かに己の後継者としての立場を高めようとしていた。
アルマダ艦隊の総攻撃に巻き込まれないために姿を隠し、それ以降は行方不明となっていたが、ヴェッカーの死後、真の姿であるヴラック王子（ブラジラ）の姿で再びパワーレンジャーの前に現れる。
ジェームズ・ベイツによれば、当初の予定では第2シーズンにおいて第三勢力の準レギュラーとして登場する予定だったが、自身が降板したため、中止になったとしている。ベイツはゴセイジャー終盤の要素は使わない予定だったと述べており、その理由として地球を破壊するくさびが打ち込まれる展開が『パワーレンジャー・スーパーサムライ』と被るため、同じような話を作りたくなったとしている。
メタルアリス（エージェントのメタルA）
ヴラックによって海底の基地で作り出されたロボット。
トロイの攻撃で瀕死の状態になり、ヴラックに助けを求めるが、見捨てられてしまい失意の中で爆発した。
ルーギー（魔虫兵ビービ）
ヴラックが生み出す戦闘員。
ゾンバット（ビービ虫）
ヴラックが操る小型生物。モンスターを巨大化させる。
ゾンボルツ（ビービネイル）
ゾンバットが変化した形態で、ロボットを巨大化させる。

##### エイリアン
スカラベ（塊のミゾーグ）
スカラベに似たエイリアン。
ユーフォー（UFOのザルワック）
テントウムシに似たエイリアン。
ヴァイロックス（流感のウチュセルゾー）
カメムシ型のエイリアン。
ドラゴンフライ（韋駄天のヒドウ）
トンボ型のエイリアン。
ビーザーラ（女王蜂のイリアン）
蜂に似た女性のエイリアン。
ディズコード（ミューズィックのマズアータ）
コオロギ型のエイリアン。音波を武器にする。

##### ロボット（機械禦鏖帝国マトリンティス）
ロトックス（シールドのザンKT）
メタルアリスによって製造されたロボット。パワーレンジャーとの戦闘のデータを元に、後続機のロトックスDX（シュートのザンKT2）や水中でも活動できるウォーターロトックス（ショートのザンKT3）も製造された。
リコ（ニュートラルのアインI）
メタルアリスによって製造されたロボット。名前は正式名の「Robot 1-C-0」をエマが省略したもの。

#### アルマダ（宇宙帝国ザンギャック）
ウォースターの本隊。
皇帝マヴロ（皇帝アクドス・ギル）
ウォースターの頂点に立つ皇帝。ヴェッカーとヴラックの父親。
能力では次男のヴラックの方が優れていると認めながらも、ヴェッカーが長男という理由で後継者に定めて優遇している。しかし、このことが兄弟の対立を招いている。
ヴェッカー王子（司令官ワルズ・ギル）
艦隊を率いるヴラックの兄。
第1シーズンでは声のみの登場で、マルコーが敗北した後、メッセンジャーを派遣する。その後、大量の戦艦を率いて地球を襲撃する。
帝国の次期後継者だが、周囲からは弟のヴラックと比較して能力が劣っていると見なされており、弟に強烈な対抗心を持っている。
メッセンジャー（10サイのロボゴーグ）
ヴェッカー王子によって派遣されたロボット。
ミサイルや光線兵器などの武装を用いて戦う。
パワーレンジャーとの戦いで重傷を負ったヴラックの安否を確認するために海底基地に向かった後、サイボーグと化したヴラックとメタルアリスに協力する。
戦いの末にパワーレンジャーに敗れるが首だけが残り、ヴェッカーが率いる艦隊の到着を予告して、ヴラックに彼らの攻撃に巻き込まれないように身を隠すことを進言する。
第2期では登場していないために艦隊の総攻撃に巻き込まれて爆発したと思われる。
ダマラス（参謀長ダマラス）
ヴェッカーに従うエイリアン。部隊の中ではヴェッカー王子に次ぐ権限を持つトップコマンダー。
剣から強力なソニックブームを放てる。
アーガス（特務士官バリゾーグ）
ロボットのような外見をしたヴェッカーの配下。
エネルギーをチャージすることで光り輝く剣「ソーラースラッシュ」が武器であり、十字の斬撃を飛ばす必殺技「ソーラーフレア」はパワーレンジャーのメガモードを解除させるほどの威力を持つ。
レンジャーとの初戦ではブルーレンジャーを追い詰めるが、土壇場で逆襲を受けて敗走したため、彼に執着する。
リヴィエラ（開発技官インサーン）
ヴェッカーに仕える女性のエイリアン。戦艦に装備しているエイリアンを蘇生・巨大化させる兵器「マキシマイザー」の開発者。
ブルーサー（下士官スゴーミン）
上級戦闘員。手から放つ光弾が武器。飛行形態にも変形できる。
第1シーズンの最終話にて、大量の戦艦とともに来襲して地球を襲撃する。
Xボーグ（ゴーミン）
戦闘員。

##### ロイヤルガード（親衛隊）
レドカー（親衛隊員ダイランドー）
皇帝に仕える側近。鉤爪とハンマーが武器。
イェルゾー（親衛隊員ザツリグ）
皇帝に仕える側近。
キングスメン（親衛隊ドゴーミン）
皇帝の親衛隊。

##### コマンダー（行動隊長）
ヘッドレッジ（シカバネン）
腕から光線を放つ。大量のXボーグとブルーサーを率いて、町に甚大な被害を与えた。
テンタクス（ボンガン）
タコのようなエイリアン。バズーカを武器にする。
サイバックス（ブラムド）
2丁拳銃を武器にするエイリアン。
スカタナ（ゾドマス）
剣の達人。1対1の戦いを好む。
ペルソ将軍（バウザー）
犬に似た姿をしたエイリアン。機械化した左手を持ち、高速で移動できる。
一介の行動隊長だった原作と異なり、階級的には先遣隊を指揮していたマルコー提督と同程度の立場にいる幹部として扱われている。
メタコア（親衛隊長デラツエイガー）
皇帝マヴロがヴェッカー王子を支援するために送ったエリートのエイリアン。レンジャーたちのレジェンダリーモードを立て続けに破るなど、高い戦闘能力を持つ。
パチャ・チャマク（パチャカマック13世）
かつて一度も敗れたことがないというエイリアン。肉弾戦だけでなく、両肩にある巨大な腕のような器官で遠距離攻撃をしたり、スーパーメガモードの武器を吸着できる重力を発する戦い方をする。また巨大な掌から電磁砲を発することも可能。
ヴェッカー王子はパチャ・チャマックが最初に登場した際に彼のことを「パチャ・バックパック」と言い間違えていた。
ゴーガックス（アルマドン）
腕から強力な雷撃を放つ。また、首に装着した装置から強力なフォースシールドを発生させて、あらゆる攻撃を防ぐ。ただし、後頭部にはバリアが張れないという弱点がある。
オソガイン（オソガイン）
ダマラスによってシルバースーパーメガフォースレンジャーを倒すために送り込まれた。両腕を合わせてエネルギーを収束し、光弾を発射する能力を持つ。
スケルトックス（ウオーリアン）
魚の骨のような姿をしたエイリアン。人間から骨状の生体エネルギーを抜き取り、自分の力として転化する能力を持つ。生体エネルギーを抜き取られた人間は昏睡状態に陥る。
サージンコール（スターグル）
ヒトデに似た外見を持つエイリアン。遠くの物体を引き寄せる能力を持つ。
インヴィディアス（ジェラシット）
戦艦で働く執事。リヴィエラに惚れており、彼女に最初に見た者を好きになる惚れ薬を飲ませて両想いになろうとするが、リヴィエラが最初にジェイクの映像を見たことでジェイクに惚れてしまったため失敗する。そのため、リヴィエラの「ジェイクを確保しろ」という命令に反し、彼を始末しようとする。
デソーラー（ダイヤール）
腹部のダイヤルを回すことで、肉体を最小1cmから最大50mまで自在に変換する能力を持つ。風邪を引いたヴェッカーの治療に必要な、女性の幸せなエナジーを収集するために派遣された。
トランスファーラー（レガエル）
手から放った光線を浴びた者同士の人格を入れ替える能力を持ち、ノアとジェイクの人格を入れ替えた。
タートルリーニ（シールドン）
「政治家とブルーサーの人格を入れ替える」というトランスファーラーの作戦を援護するために派遣された。両腕に強固なシールドを持ち、自身の防御力に絶対的な自信を持っている。
ドリルホーン（ヒドラパーンヘッダーのロー・オ・ザー・リ）
ヴラックがマルコーの下で働く以前から彼に仕えていたコマンダー。
トレスナグ（ユニベロスヘッダーのバリ・ボル・ダラ）
ヴラックがマルコーの下で働く以前から彼に仕えていたコマンダー。ヴラックの武器に変形できる。

### トキシックミュータント（地球犠獄集団幽魔獣）
有毒物質によって生まれた種族。クリーポックスの敗北を受けて戦力の補強を求めたウォースターと同盟を組む。同盟の証として、ヴラックが一時期彼らの下についたほか、ウォースターの秘密兵器であるオーロラボックス（エルレイの匣）を貸し与えられている。
ビッグス（ブロブの膜イン）
トキシックミュータントのリーダー格。身体をスライムのようにして攻撃を回避する。
ブルファー（ビッグフットの筋グゴン）
類人猿のような外見をした怪物。性格は非常に短気。
巨大な金棒を武器にしている。

#### トキシックモンスター
ヒッサー（ツチノコのト稀ヅ）
蛇に似たモンスター。
サイコティック（河童のギエム郎）
河童に似たモンスター。
シャドーサーペント（ネッシーのウオボ渦）
相手の影を奪う能力を持つモンスター。
ディストラクター（ブロッケン妖怪のセマッタ霊）
幻覚を作り出す能力を持つ。
マミー（ミイラのゼイ腐）、ケサラン（ケサランパサランのペサラン挫）、グレムリン（グレムリンのワライコ僧）、スカイフィッシュ（スカイフィッシュのザイ粉）
ディストラクターの幻覚として登場。
ノージョーク（天狗のヒッ斗）
天狗のようなモンスター。笑った相手を内部に閉じ込める容器を持つ。
ドリームスナッチャー（獏のエルムガイ夢）
獏に似たモンスター。相手の夢を捕食し、こん睡状態にする能力を持つ。

## 装備・戦力
ゴセイモーファー（テンソウダー）
ゴセイの姿を模した初期メンバー5人の変身アイテム。
パワーカードをセットすることで、その中に秘められた様々な効果を発揮する。
レンジャーへの変身の際は「モーフィンタイム（変身だ）」の号令の後、「ゴーゴーメガフォース」と叫ぶ。
また、原典と同じく通信機能も付いており、レジェンダリーモーファー入手後は変身前またはメット以外のスーパーメガフォースレンジャー状態のみで使っている。
パワーカードバックル（ゴセイカードバックル）
初期メンバー5人のパワーカード収納バックル。
パワーカード（ゴセイカード）
初期メンバー5人とロボナイトが使用するさまざまな効果を秘めたカードで、その効果はレンジャーへの変身・武器・技・能力・ゾードの召喚まで様々。デザインは原作と同一である。
メガブラスター（ゴセイブラスター）
初期メンバー5人が使用する銃。メカゾードのパワーを纏うことで、その力を弾丸として発射することができる。
纏うゾードの種類によってビームが変化し、それぞれ「ゾード名+ブラスト」の名称で呼ばれる。
バトルギア（ゴセイウェポン）
メンバーごとにことなる固有装備。合体することで必殺砲のメガフォースブラスター（ゴセイバスター）になる。
ドラゴンソード（スカイックソード）
レッドレンジャー専用の長剣。
フェニックスショット（スカイックショット）
ピンクレンジャー専用の2連装銃。
スネークアックス（ランディックアックス）
ブラックレンジャー専用の大斧。
タイガークロー（ランディッククロー）
イエローレンジャー専用の鉤爪。
シャークボウガン（シーイックボウガン）
ブルーレンジャー専用のボウガン。
ロボモーファー（レオンセルラー）
ロボナイトの変形アイテム。原典と同様、カードに記された番号を入力後に本体を閉じるとカードに応じた音声を発し、その効果が発動する。
玩具ではサイズが日本で発売されたレオンセルラーより小さい。
レオンレーザーブラスター（レオンレイザー）
ロボナイトの武器。ロボモーファーと合体することで必殺銃のレオンレーザーブラスターブラストモード（ダイナミックレオンレイザー）になる。
ウルトラソード（ゴセイテンソード）
ウルトラメガフォースレンジャー（スーパーゴセイジャー）に強化変身する初期メンバー5人の強化アイテム。
ゴセイモーファーと合体させることで、ゴセイウルトラソード（スーパーゴセイテンソード）になる。
- 球体部分がガムボールマシンに見えると指摘されたことから、玩具ではデザインが変更されている。

レジェンダリーモーファー（変身携帯モバイレーツ）
スーパーメガフォースレンジャー（ゴーカイジャー）に強化変身する初期メンバー5人の強化アイテム。
パワーキー（スーパーメガフォースレンジャー用のレンジャーキー）を使えば、スーパーメガフォースレンジャーに変身する。基本的にメガフォースレンジャーから変身するが、ゴーカイジャーと同様に変身前でも直接スーパーメガフォースレンジャーに変身することも可能。
また、ゴーカイジャーと同様にレンジャーキーを使えば、過去のパワーレンジャーに変身する『レジェンダリーモード』も使用可能。
変身する時は「パワーアップ（パワーアップだ）」または「モーフィンタイム（変身だ）」の号令の後に「スーパーメガモード」の掛け声で変身し、過去のパワーレンジャーに変身する時は「レジェンダリー・レンジャー・モード○○（変身するパワーレンジャーの名前）!」という掛け声で変身する。例えば『パワーレンジャー・S.P.D.』なら「レジェンダリー・レンジャー・モードS.P.D.!」となる。また、各パワーレンジャーに合わせた掛け声が加わることもある。パワーレンジャーとしては放送されていない戦隊は新たな力という扱いにされることもあるため、レンジャー名を言わない場合もある。
通信機能も付いているが、変身前の初期メンバーがゴセイモーファーを使っているため、スーパーメガフォースレンジャー時のみ使用している。
玩具ではサイズが日本で発売されたモバイレーツおよびレジェンドモバイレーツより小さく、レジェンダリー・レンジャーキー挿入後のクロスボーン部分が上部のみ展開されている。
スーパーメガバックル（ゴーカイバックル）
スーパーメガフォースレンジャー時の初期メンバー5人とシルバースーパーメガフォースレンジャーがキーを取り出す際に使うバックル型の装備。
このバックルからゴセイのもとにある、過去のパワーレンジャーのキーを取り出せる。
第9話ではオライオンがゴセイからテンソウを通じて、ベルトごとこれを与えられ、オライオンがベルトを着けたことで、バックルからレジェンダリー・レンジャーキーを取り出せるようになったという描写がある（原作ではナビィがレンジャーキーの入った宝箱と変身した状態のゴーカイシルバーのバックルを接続することで、レンジャーキーを取り出せるようになっている）。
レジェンダリー・レンジャーキー（レンジャーキー）
鍵型のアイテム。なお、初期メンバー5人がスーパーメガフォースレンジャーに変身するためのレンジャーキーのみ、パワーレンジャー公式サイトやニコロデオン公式サイトでは「パワーキー」という表記となっている。
過去のパワーレンジャーたちを模したものもあり、スーパーメガフォースレンジャーの時にそれを使うと過去のパワーレンジャーに変身して、その能力を使える。なお、変身する時に使う必要はないが、メガフォースレンジャー（ゴセイジャー）のキーも存在しており、第3話でブルーが必殺技「アルティメット・レンジャー・セイバー・ストライク（五刀流・ブルースラッシュ）」を放つ際にブルーメガフォースレンジャーのキーを使用している。また、ロボナイト（ゴセイナイト）のレンジャーキーも存在している。
スーパーメガフォースレンジャーとして必殺技（ファイナルストライク）を出す際には、このキーをブラスターやセイバーについているシリンダーにセットして回すことで必殺技を発動させる。
また、巨大戦でも過去のパワーレンジャーの力（原作のスーパー戦隊の大いなる力）を使う際や、必殺技を出す際に使う。
スーパーメガセイバー（ゴーカイサーベル）
スーパーメガフォースレンジャー時の初期メンバー5人が使用するサーベル型の剣。
原作同様、ブルーとイエローが二刀流で戦うことが多く、ピンクは逆手持ちで使用していることが多い。ブラスター同様、ワイヤーも内蔵されている。
第3話にてブルーが五刀流で戦った際にはこの五刀流のことを「アルティメット・スーパーセイバー」と言っていた。また、この時の必殺技は「アルティメット・レンジャー・セイバー・ストライク」（五刀流・ブルースラッシュ）。
原作同様に変身前でも使用可能。
スーパーメガブラスター（ゴーカイガン）
スーパーメガフォースレンジャー時の初期メンバー5人が使用するマスケット型の銃。
原作同様、グリーンとピンクが二丁拳銃で戦うことが多い。また、ワイヤーも内蔵されている。
なお、実体弾発射時にレーザーが追加されている。
原作同様に変身前でも使用可能。
レジェンダリー・シルバー・モーファー（ゴーカイセルラー）
シルバースーパーメガフォースレンジャー専用の変身アイテム。レジェンダリーモーファーと違い、画面にあたる蓋状のところを開けてレンジャーキーをセットし、ボタンを押して変身する。
レジェンダリーモーファー同様、過去の追加戦士に変身できる。その時の掛け声は「レジェンダリー・シックス・レンジャー・モード○○（変身するパワーレンジャーの名前）!」。
オライオンがアンドレシアでアルマダの侵攻に合う前にシルバーレンジャーのキーとともに見つけた。
底の部分に鍵穴がついており、そこにロボナイトを含んだ追加戦士たちの力を集めてシルバーレンジャーが作り出したキー（名称不明、原作ではゴールドアンカーキー）を「スーパーメガゴールド!」の掛け声と共に差し込むとそのキーが巨大化し、シルバーレンジャーの強化形態であるスーパーメガフォースゴールド（ゴーカイシルバー・ゴールドモード）に変身する。
スーパーシルバースピア（ゴーカイスピア）
シルバースーパーメガフォースレンジャー専用の槍。三叉槍の形状をしているが、銃形態のスーパースピアブラスター（ゴーカイスピア・ガンモード）にもできるので、遠距離戦闘にも対応している。
必殺技はスピアにある鍵穴にレンジャーキーをセットして、それを回して発動させ、スピアを投擲する「ファイナルストライク・スーパーシルバースピア」（ゴーカイシューティングスター）、スーパーメガブラスターのファイナルストライクとほぼ同じ要領でスーパースピアブラスターからエネルギー弾を放つ、「ファイナルストライク・スーパースピアブラスター」（ゴーカイスーパーノヴァ）。
スーパーメガフォースゴールド（ゴーカイシルバー・ゴールドモード）に変身した際には、スーパーゴールドスピア（ゴーカイスピア・アンカーモード）に変化する。必殺技は「レジェンダリー・ファイナルストライク」（ゴーカイレジェンドリーム）。
スーパーメガキャノン（ゴーカイガレオンバスター）
スーパーメガフォースレンジャー時のレンジャーが使用する必殺砲。原作同様、5本のレンジャーキーを挿入した後に発射する。
原作同様に変身前でも使用可能。

### ゾード（メガフォースレンジャー時）（ゴセイマシン/ゴセイヘッダー）
パワーカードの使用によって呼び出される巨大マシン。メガゾードと名称が似ているが別物で、動物の頭部を模したゾードがメカニックの形に実体化したもの。
ドラゴンメカゾード（ゴセイドラゴン）
レッドメガフォースレンジャー専用のメカゾード。ドラゴンのような頭部を持ち、ジャンボジェット機の姿を借りて実体化する。
フェニックスメカゾード（ゴセイフェニックス）
ピンクメガフォースレンジャー専用のメカゾード。フェニックスのような頭部を持ち、戦闘機の姿を借りて実体化する。
スネークメカゾード（ゴセイスネーク）
ブラックメガフォースレンジャー専用のメカゾード。蛇のような頭部を持ち、新幹線の姿を借りて実体化する。
タイガーメカゾード（ゴセイタイガー）
イエローメガフォースレンジャー専用のメカゾード。サーベルタイガーのような頭部を持ち、ブルドーザーの姿を借りて実体化する。
シャークメカゾード（ゴセイシャーク）
ブルーメガフォースレンジャー専用のメカゾード。鮫のような頭部を持ち、潜水艦の姿を借りて実体化する。
ライオンメカゾード（グランディオン）
ロボナイトの変形したライオンゾードがダンプカーの姿を借りて実体化する。
ナイトブラザーズゾード（ナイトブラザー）
シーライオンメカゾード（シーレオン）とスカイライオンメカゾード（スカイオン）の二体の総称。シーライオンが豪華客船、スカイライオンが飛行船の姿を借りて実体化する。

### ゾード（スーパーメガフォースレンジャー時）（ゴーカイマシン）
スーパーメガフォースレンジャー状態のレンジャーたちが使うマシン。合体する場合は、原典同様にレッドがレジェンダリーモーファーでスカイシップゾードを呼び出し、それにレンジャー全員が乗り込んで、スカイシップゾードに格納されている他のゾードを外に出して合体するという仕組みである。
スカイシップゾード（ゴーカイガレオン）
レッドスーパーメガフォースレンジャー専用のゾードだが、原典と同様にレンジャーたちの母艦としても使用している。ガレオン船型で、合体の際は胴体となる。合体した後のコックピットもこのゾードのものを使う。
スーパーメガジェット（ゴーカイジェット）
ブルースーパーメガフォースレンジャー専用のゾード。戦闘機型で、合体の際には右腕（ジェット本体）・帽子（垂直尾翼部）となる。
スーパーメガウィーラー（ゴーカイトレーラー）
イエロースーパーメガフォースレンジャー専用のゾード。トレーラー型で、合体の際は左足となる。
スーパーメガレーサー（ゴーカイレーサー）
グリーンスーパーメガフォースレンジャー専用のゾード。レーシングカー型で、合体の際には左腕となる。
スーパーメガサブ（ゴーカイマリン）
ピンクスーパーメガフォースレンジャー専用のゾード。潜水艦型で、合体の際は右足となる。

### ゾード（ヘッダーブラザー）
ここではメカゾードと違い、メカニックの形にはならないが、メガフォースレンジャー時のレンジャーとメガゾードたちをサポートするゾードたちを挙げる。
玩具では独自のビークル形態が存在するものもある。
シーブラザーズゾード（シーイックブラザー）
マンタゾード（マンタヘッダー）、ハンマーヘッドゾード（ハンマーシャークヘッダー）、ソーシャークゾード（ソーシャークヘッダー）の三体から構成される。
ランドブラザーズゾード（ランディックブラザー）
ビートルゾード（クワガヘッダー）、ダイノゾード（ティラノヘッダー）、ライノゾード（サイヘッダー）の三体から構成される。
スカイブラザーズゾード（スカイックブラザー）
ホークゾード（タカヘッダー）、プテラゾード（プテラヘッダー）、クローゾード（クロウヘッダー）の三体から構成される。
ウルトラチェンジゾード（ハイパーチェンジヘッダー）
ウルトラゴセイグレートメガゾードへ合体する力を与えるゾード。
ウルトラゾード（ミラクルゴセイヘッダー）
ワイルドソード（アバレヘッダー）から復活し、メガフォースレンジャーたちをウルトラメガフォースレンジャー（スーパーゴセイジャー）にパワーアップさせる5体のゾード。
後に、ゴセイアルティメットメガゾードを召喚し、一体にもなる。
ウルトラドラゴンゾード（ミラクルドラゴンヘッダー）、ウルトラスネークゾード（ミラクルスネークヘッダー）、ウルトラシャークゾード（ミラクルシャークヘッダー）、ウルトラタイガーゾード（ミラクルタイガーヘッダー）、ウルトラフェニックスゾード（ミラクルフェニックスヘッダー）の五体から構成され、それぞれレッド、ブラック、ブルー、イエロー、ピンクに力を与える。

### メガゾード（メガフォースレンジャー時）（天装巨人）
メガフォースレンジャー時に使用する巨大ロボ。過去の作品と違い、名称は原典に準拠しているものが多い。
ゴセイグレートメガゾード（ゴセイグレート）
ドラゴン、シャーク、スネーク、タイガー、フェニックスの5体のメカゾードが合体したメガゾード。
シーメガゾード（シーイックゴセイグレート）
ゴセイグレートメガゾードに、シーブラザーズゾードが合体した姿。
ランドメガゾード（ランディックゴセイグレート）
ゴセイグレートメガゾードに、ランドブラザーズゾードが合体した姿。
スカイメガゾード（スカイックゴセイグレート）
ゴセイグレートメガゾードに、スカイブラザーズゾードが合体した姿。
ウルトラゴセイグレートメガゾード（ハイパーゴセイグレート）
ゴセイグレートメガゾードに、シー、ランド、スカイブラザーズゾードとウルトラチェンジゾードが合体した姿。
原作ではデータスハイパーも合体するが、本作品ではデータスに相当するキャラクターは登場しないため、原作でのデータスハイパーとの合体シーンは、合体バンク上では削除されている。
ゴセイグランドメガゾード（ゴセイグランド）
ライオンメカゾードとライオンブラザーズゾードが合体した姿。
グランドゴセイグレートメガゾード（グランドゴセイグレート）
ゴセイグレートメガゾードとゴセイグランドメガゾードが合体した姿。
ゴセイジェットメガゾード（ワンダーゴセイグレート）
5つのゾードを持つゴセイジェットのメガゾード形態。
ゴセイアルティメットメガゾード（ゴセイアルティメット）
レンジャーたちの基地コマンドセンターの頭頂部でもある、ゴセイアルティメットコマンドシップ（ゴセイアルティメット・マシンモード）が変形したメガゾード。ウルトラゾードたちが一体になっている。

### メガゾード（スーパーメガフォースレンジャー時）
スーパーメガフォースレンジャー時に使用する巨大ロボ。ゴーカイジャーと同様、歴代のパワーレンジャーの力で強化する。
レジェンダリー・メガゾード（ゴーカイオー）
スカイシップ、スーパーメガレーサー、スーパーメガジェット、スーパーメガサブ、スーパーメガウィーラーが合体した姿。
レジェンダリー・S.P.D.・メカゾード（デカゴーカイオー）
レジェンダリー・メガゾードが「パワーレンジャー・S.P.D.（デカレンジャー）」の力を受けて強化された姿。
胸と四肢にあるパーツを分離合体させて、パトカー型のメカ・デルタランナーゾード（パトストライカー）にして独立して攻撃することも可能。
レジェンダリー・ミスティック・メガゾード（マジゴーカイオー）
レジェンダリー・メガゾードが「パワーレンジャー・ミスティックフォース（マジレンジャー）」の力を受けて強化された姿。
胸と四肢にあるパーツを分離合体させて、ドラゴン型のメカ・ミスティックドラゴンゾード（マジドラゴン）にすることも可能。
この状態から放つ「エンシェントパワー・ミスティックスペルシール」（ゴーカイマジバインド）が必殺技。
レジェンダリー・ワイルド・メガゾード（ガオゴーカイオー）
レジェンダリー・メガゾードが「パワーレンジャー・ワイルドフォース（ガオレンジャー）」の力を受けて強化された姿。
レッドライオンゾード（ガオライオン）が、レジェンダリー・メガゾードのスーパーメガサブとスーパーメガウィーラーを除いた部分で合体している。
レジェンダリー・サムライ・メガゾード（シンケンゴーカイオー）
レジェンダリー・メガゾードがレッドライオンゾード（ガオライオン）と合体し、「パワーレンジャー・サムライ（シンケンジャー）」の力を受けて強化された姿。
レジェンダリー・ニンジャ・メガゾード（ハリケンゴーカイオー）
レジェンダリー・RPM・メガゾード（ゴーオンゴーカイオー）
ウルティメイト・レジェンダリー・メガゾード（カンゼンゴーカイオー）

#### シルバー専用のメガゾード
Q-レックス・ドリル（豪獣ドリル）
シルバースーパーメガフォースレンジャー専用のゾード。原典と同じように、パワーレンジャー・タイムフォースのクォンタムレンジャー（タイムファイヤー）のキーをレジェンダリー・シルバーモーファーにセットして呼び出す。ダイノゾードとメガゾードへの変形が可能。
Q-レックス・ダイノゾード（豪獣レックス）
Q-レックス・ドリルがマイティ・モーフィン・パワーレンジャーのグリーンレンジャー（ドラゴンレンジャー）のレンジャーキーで恐竜型のゾードに単独変形した姿。
Q-レックス・メガゾード（豪獣神）
Q-レックス・ドリルがパワーレンジャー・ダイノサンダーのダイノサンダーホワイトレンジャー（アバレキラー）のレンジャーキーでメガゾードに単独変形した姿。左腕が恐竜の頭、右腕がドリルになっている。
必殺技はQ-レックス・ドリル、Q-レックス・ダイノゾード、Q-レックス・メガゾードのドリルを同時に叩き込む、「スーパーメガファイナルストライク・トリプルドリルアタック」（豪獣トリプルドリルドリーム）。

## 新たなる力
本作品ではパワーレンジャーの作品に登場していない戦士も、権利の関係などで使用不能なものなどを除き、スーパーメガフォースレンジャーの変身態として登場する。これらは、ゴセイの口から「地球外のパワーレンジャー」と説明されている。マニア的なファンを除いてシリーズの概要は一切知られておらず、シリーズを特集した書籍なども存在しないため、パワーレンジャーに使用されていないレンジャーが登場しても特に問題にはならないとされる。
パワーレンジャー・スコードロン（五星戦隊ダイレンジャー）
S2第2話で登場。S2第10話では初代ホワイトレンジャーとなったオライオンと共に戦った。
ダイレンジャーのキャラクターは『マイティ・モーフィン・パワーレンジャー』で流用されていたが、5人の戦士がパワーレンジャーで流用されたのは本作品が初である。
パワーレンジャー・ライトニング（光戦隊マスクマン）
S2第5話で登場。S2第5話ではブリッツ、第19話ではライトニングと呼称されている。
パワーレンジャー・プリズム（超新星フラッシュマン）
S2第5話で登場。
パワーレンジャー・ドラゴン（電撃戦隊チェンジマン）
S2第13話で登場。S2第19話ではブリッツと呼称されている。
パワーレンジャー・スーパーソニック（地球戦隊ファイブマン）
S2第19話でイエローが変身した。
後年にはBOOM!スタジオのコミック版パワーレンジャーで独立した作品になり、そちらでは日本版に無かった6人目（Green Supersonic Ranger）も新たに設定された。
パワーレンジャー・バタリオン（科学戦隊ダイナマン）
S2第19話でメガゾードの必殺技を発動する際にレンジャーキーのみ登場。変身体は未登場。

## キャスト

### レギュラー・準レギュラー
- トロイ・バロウ / レッドメガフォースレンジャー/ レッドスーパーメガフォースレンジャー - アンドリュー・グレイ
- ノア・カーバー / ブルーメガフォースレンジャー / ブルースーパーメガフォースレンジャー - ジョン・ラウダミルク
- ジア・モラン / イエローメガフォースレンジャー/ イエロースーパーメガフォースレンジャー - シアラ・ハンナ
- ジェイク・ホーリング / ブラックメガフォースレンジャー / グリーンスーパーメガフォースレンジャー - アシム・リスク
- エマ・グドール / ピンクメガフォースレンジャー / ピンクスーパーメガフォースレンジャー - クリスティーナ・マスターソン
- ロボナイトの声 - クリス・アウアー
- オライオン / シルバースーパーメガフォースレンジャー - キャメロン・ジーボ
- ゴセイの声 - ジョフリー・ドーラン
- テンソウの声 - エステヴェス・グリスピー
- アーニー - シャイレッシュ・プラジャーパティ
- バーリー先生 - イアン・ハーコート
- マルコー提督の声 - キャンベル・クーリー
- クリーポックスの声 - マーク・ミッティンソン
- ヴラックの声 - ジョンソン・ホード
- ビッグスの声 - チャーリー・マクダーモット
- ブルファーの声 - ジェイ・サイモン
- メッセンジャーの声 - アンドリュー・ラング
- メタル・アリスの声 - ソフィー・ヘンダーソン
- ヴェッカー王子の声 - ジェイソン・フィッチ
- ダマラスの声 - ジョン・レイ
- アーガスの声 - マーク・ライト
- リヴィエラの声 - レベッカ・パー
- 皇帝マヴロの声 - マイク・ドリュー
- レドカーの声 - エイドリアン・スミス
- イェルゾーの声 - ジェレミー・バーチャル
- ナレーター - スティッグ・エルドレッド

### ゲスト
- ジェイデン・シバ（S2：5） - アレックス・ハートマン
- メンター・ジイ（S2：5） - レネ・ナウファフ
- ケイシー（S2：6） - ジェイソン・スミス
- トミー・オリバー（S2：20） - ジェイソン・デビッド・フランク
- セオドア・ジェイ・ジャービス・ジョンソン（S2：20） - セルウィン・ウォード
- キャシー・チャン（S2：20） - P・J・リー
- レオ・コービット（S2：20） - ダニー・スラヴィン
- デーモン・ヘンダーソン（S2：20） - レッジー・ロル
- カローン（S2：20） - メロディ・パーキンス
- カーター・グレイソン（S2：20） - ショーン・Cw・ジョンソン
- デイナ・ミッチェル（S2：20） - アリソン・マッキニス
- ウェス・コリンズ（S2：20） - ジェイソン・ファウント
- マイク（S2：20） - ヘクター・デヴィッドJR.
- エミリー（S2：20） - ブリトニー・アニー・パータル

### スーツアクター・スタント
- メガフォース・レッドレンジャー[25]、サムライグリーンレンジャー[26]、ブルーサー[27] - 大隈厚志
- メガフォース・レッドレンジャー[28]（変身前のスタントも担当）、スーパーメガフォース・シルバーレンジャー[25]、スペース・シルバーレンジャー[27]、ヴェッカー王子[27] - 三村幸司
- レッドレンジャー稲留正樹
- メガフォース・ブルーレンジャー[25]、ジャングルフューリーレッドレンジャー、ライトスピードレッドレンジャー[29]、ブルーシャークレンジャー-[30] 田之上生海
- スーパーメガフォース・ブルーレンジャー[31]、ブルーサー[27]-白濱 孝次
- メガフォース・ブラックレンジャー[25]、ロボナイト、タイタニウムレンジャー[32]、アーガス[27]-門脇大輔
- スーパーメガフォース・グリーンレンジャー-のださとし
- イエローレンジャー[25]、スーパーメガフォース・ピンクレンジャー[31]、スペース・ピンクレンジャー[27] - 永嶋美佐子
- イエローレンジャー[18][33]、ピンクレンジャー[18][33]、サムライ・イエローレンジャー[25][27]、Xボーグ[18] - 横山和博
- スーパーメガフォース・イエローレンジャー[7]、ライトスピード・ピンクレンジャー[27][34]、Xボーグ[27] -大石将史
- スーパーメガフォース・シルバーレンジャー[35]、MMPRグリーンレンジャー[25][36] - 羽賀亮洋

## スタッフ
- 製作総指揮：ジョナサン・ヅァクワー、ハイム・サバン（シーズン2）
- プロデューサー：サリー・キャンベル（シーズン1）→ブライアン・カセンティーニ（シーズン2）
- 共同プロデューサー：エリー・デケル、ブライアン・カセンティーニ（シーズン1）、ジョエル・アンドリック（シーズン2）
- 音楽・テーマソングアレンジ：ノアム・カニエル
- ストーリーエディター：ジェームズ・W・ベイツ
- セカンドユニット監督：野口彰宏、大西雅樹
- スタント・コーディネーター：マーク・ハリス
- 撮影監督：イアン・ローゼンバーグ
- セカンドユニット撮影監督 - ショーン・マリーン
- 編集：ブラフ・シューペリア
- プロダクション・デザイナー：ガレス・エドワーズ
- 創造者：ハイム・サバン、東映、石森プロ
- 原作：八手三郎
- 制作：パワーレンジャー・プロダクション、サバン・ブランド、東映
- 配給：サバン・ブランド（国際配給 - マービスタ・エンターテイメント）
- 日本語字幕版スタッフ
  - 翻訳 - 浅野倫子
  - 監修 - 若松豪（シーズン1）、宇都宮孝明（シーズン2）

## 主題歌
「Power Rangers Megaforce Theme」
アレンジ - ノアム・カニエル / 歌 - パワーレンジャー&ノアム・カニエル
『パワーレンジャー・サムライ（パワーレンジャー・スーパーサムライ）』と同じく、こちらも『パワーレンジャー』第1作の主題歌「Go Go Power Rangers」のアレンジである。

## 放映リスト
| 話数                                   | サブタイトル                   | サブタイトル                            | 登場モンスター | 監督                   | 脚本                                      | 放送日         | 放送日          |
| 話数                                   | 邦題                           | 原題                                    | 登場モンスター | 監督                   | 脚本                                      | 北米           | 日本            |
| -------------------------------------- | ------------------------------ | --------------------------------------- | --- | ---------------------- | ----------------------------------------- | -------------- | --------------- |
| パワーレンジャー・メガフォース         |                                |                                         | |                        |                                           |                |                 |
| 1                                      | メガ・ミッション               | Mega Mission                            | スカラベ（塊のミゾーグ） （声 - アンソニー・レイ・パーカー ）                                                                  | ジョナサン・ヅァクワー | ジェームズ・W・ベイツ                     | 2013年 2月2日  | 2016年 10月10日 |
| 2                                      | 勝利の方程式                   | He Blasted Me with Science              | ユーフォー（UFOのザルワック） （声 - ジョエル・トベック）                                                                      | ジョナサン・ヅァクワー | デビッド・マクダーモット                  | 2月9日         | 2016年 10月10日 |
| 3                                      | ヒーローの証明                 | Going Viral                             | ヴァイロックス（流感のウチュセルゾー） （声 - ケビン・ハーティ）                                                               | ジョナサン・ブルー     | マーク・ハンドラー                        | 2月16日        | 10月17日        |
| 4                                      | より早く、より強く             | Stranger Ranger                         | ドラゴンフライ（韋駄天のヒドウ） （声 - ロバート・ミグノー）                                                                   | ジョナサン・ブルー     | セス・ウォルザー                          | 2月23日        | 10月17日        |
| 5                                      | 友情の証                       | United We Stand                         | ビーザーラ（女王蜂のイリアン） （声 - サラ・バナシアク）                                                                       | ジョナサン・ブルー     | ジル・ドネラン                            | 3月2日         | 10月24日        |
| 6                                      | パワー・オブ・ミュージック     | Harmony and Dizchord                    | ディズコード（ミューズィックのマズアータ） （声 - ディーン・ヤング）                                                           | ジェイムズ・バー       | セス・ウォルザー                          | 3月9日         | 10月24日        |
| 7                                      | 本当の強さ                     | Who's Crying Now?                       | クリーポックス | ジョナサン・ヅァクワー | セス・ウォルザー                          | 3月16日        | 10月31日        |
| 8                                      | 獅子の覚醒                     | Robo Knight                             | ヒッサー（ツチノコのト稀ヅ） （声 - エステヴェス・グリスピー）                                                                 | ジョナサン・ヅァクワー | マーク・ハンドラー                        | 3月30日        | 10月31日        |
| 9                                      | 狙われた騎士                   | Prince Takes Knight                     | サイコティック（河童のギエム郎） （声 - ケルソン・ヘンダーソン）                                                               | ジョナサン・ヅァクワー | デビッド・マクダーモット セス・ウォルザー | 4月6日         | 11月7日         |
| 10                                     | 人間と機械                     | Man and Machine                         | シャドーサーペント（ネッシーのウオボ渦） （声 - アダム・ガードナー）                                                           | ジョン・リアング       | セス・ウォルザー                          | 9月7日         | 11月7日         |
| 11                                     | ウルトラパワー                 | Ultra Power                             | ディストラクター（ブロッケン妖怪のセマッタ霊） （声 - スコット・ウィルズ） 幻モンスター軍団                                    | ジョン・リアング       | ジム・ペロント                            | 9月14日        | 11月14日        |
| 12                                     | 笑うな危険                     | Last Laugh                              | ノージョーク（天狗のヒッ斗） （声 - サイモン・マッキニー）                                                                     | ジョン・リアング       | ジル・ドネラン                            | 9月28日        | 11月14日        |
| 13                                     | ドリーム・スナッチャー         | Dream Snatcher                          | ドリームスナッチャー（獏のエルムガイ夢） （声 - ジョセフ・レイ）                                                               | 野口勇次               | ジル・ドネラン ジェームズ・W・ベイツ      | 10月5日        | 11月21日        |
| 14                                     | ゴセイ・アルティメット         | Gosei Ultimate                          | ビッグス ブルファー | 野口勇次               | マーク・ハンドラー                        | 10月12日       | 11月21日        |
| SP1                                    |                                | Raising Spirits                         | グリッチサー（グレムリンのワライコ僧） （声 - オスカー・バート）                                                               | ジェイムズ・バー       | ジム・ペロント                            | 10月19日       |                 |
| 15                                     | 人間としての使命               | The Human Factor                        | ロトックス/ロトックスDX（シールドのザンKT/ショットのザンKT2） （声 - マーク・ライト）                                          | 野口勇次               | デビッド・マクダーモット                  | 10月26日       | 11月28日        |
| 16                                     | ロボットのリコ                 | Rico the Robot                          | リコ（ニュートラルのアインI） （声 - スコット・ウィルズ ）                                                                     | 野口勇次               | ジル・ドネラン                            | 11月2日        | 11月28日        |
| 17                                     | 思いやる気持ち                 | Staying on Track                        | メタルアリス | ジェイムズ・バー       | ジム・ペロント                            | 11月9日        | 12月5日         |
| 18                                     | 人間とは                       | The Human Condition                     | マルコー提督 | ジェイムズ・バー       | デビッド・マクダーモット                  | 11月16日       | 12月5日         |
| 19                                     | メッセンジャー                 | The Messenger                           | サイボーグ・ヴラック メタルアリス メッセンジャー                                                                               | ジョン・リアング       | マーク・ハンドラー                        | 11月23日       | 12月12日        |
| 20                                     | 最終決戦                       | End Game                                | サイボーグ・ヴラック メタルアリス メッセンジャー                                                                               | ジョン・リアング       | セス・ウォルザー                          | 11月30日       | 12月12日        |
| SP2                                    |                                | The Robo Knight Before Christmas        | | ジェイムズ・バー       | ジェームズ・W・ベイツ                     | 12月7日        |                 |
| パワーレンジャー・スーパーメガフォース |                                |                                         | |                        |                                           |                |                 |
| 21                                     | スーパーメガフォース           | Super Megaforce                         | ヘッドレッジ（シカバネン） （声 - キャメロン・ロードス） テンタクス（ボンガン） （声 - ライアン・クーパー）                    | ジェイムズ・バー       | ジェームズ・W・ベイツ                     | 2014年 2月15日 | 2016年 12月19日 |
| 22                                     | エマージェンシー!地球の危機!   | Earth Fights Back                       | サイバックス（ブラムド） （声 - アダム・ガードナー）                                                                           | ジェイムズ・バー       | ジル・ドネラン                            | 2月22日        | 2016年 12月19日 |
| 23                                     | 究極の剣技                     | Blue Saber Saga                         | スカタナ（ゾドマス） （声 - ニック・サンプソン）                                                                               | 野口勇次               | ジェイソン・スミス                        | 3月1日         | 12月26日        |
| 24                                     | レッドライオン                 | A Lion's Alliance                       | ペルソ将軍（バウザー） （声 - ジェームズ・ゲイリン）                                                                           | チャーリー・ハスケル   | ジム・ペロント アミラ・ロペス             | 3月8日         | 12月26日        |
| 25                                     | SAMURAIパワー                  | Samurai Surprise                        | メタコア（デラツエイガー） （声 - リチャード・シンプソン）                                                                     | 野口勇次               | ジェイソン・スミス                        | 3月15日        | 2017年 1月2日   |
| 26                                     | アニマル・スピリット           | Spirit of the Tiger                     | パチャ・チャマック（パチャカマック13世） （声 - ピーター・ドーブ）                                                             | 野口勇次               | サムエル・P・マクリーン                   | 3月22日        | 2017年 1月2日   |
| 27                                     | 希望の兆し 前編                | Silver Lining - Part 1                  | ゴーガックス（アルマドン） （声 - ジョエル・トベック）                                                                         | チャーリー・ハスケル   | セス・ウォルザー                          | 4月5日         | 1月9日          |
| 28                                     | 希望の兆し 後編                | Silver Lining - Part 2                  | オソガイン（オソガイン） （声 - ピーター・フィーニー）                                                                         | チャーリー・ハスケル   | ジル・ドネラン                            | 4月12日        | 1月9日          |
| 29                                     | パワーオブシックス             | Power of Six                            | スケルトックス（ウオーリアン） （声 - グレッグ・ウォルド）                                                                     | ジェイムズ・バー       | ジェイソン・スミス                        | 8月30日        | 1月16日         |
| 30                                     | とてつもないパワー             | The Perfect Storm                       | サージンコール（スターグル） （声 - キャンベル・クーリー）                                                                     | ジョナサン・ヅァクワー | ジム・ペロント                            | 9月6日         | 1月16日         |
| 31                                     | 恋愛マスター                   | Love is in the Air                      | インヴィディアス（ジェラシット） （声 - オーウェン・ブラック）                                                                 | ジェイムズ・バー       | ジル・ドネラン                            | 9月13日        | 1月23日         |
| 32                                     | 心を1つに                      | United as One                           | デソーラー（ダイヤール） （声 - バイロン・コル）                                                                               | ジェイムズ・バー       | セス・ウォルザー                          | 9月27日        | 1月23日         |
| 33                                     | ブルーとグリーン               | The Grass is Always Greener... or Bluer | トランスファーラー（レガエル） （声 - マーク・スコット） タートルリーニ（シールドン） （声 - ポール・ハロップ）                | チャーリー・ハスケル   | デビット・シュナイダー                    | 10月4日        | 1月30日         |
| 34                                     | 乗りこなせ!ターボ・ファルコン! | In the Driver's Seat                    | プロフェッサー・コグ（ババッチード） （声 - キャメロン・ロードス）                                                             | チャーリー・ハスケル   | セス・ウォルザー                          | 10月11日       | 1月30日         |
| 35                                     | 衝撃と恐怖作戦                 | All Hail Prince Vekar                   | アルマダメガゾード（グレートワルズ）                                                                                           | チャーリー・ハスケル   | ジェイソン・スミス                        | 10月18日       | 2月6日          |
| 36                                     | ヴラック、再び 前編            | Vrak Is Back - Part 1                   | ヴラック トレスナグ（バリ・ボル・ダラ） （声 - フィル・ブラウン） ドリルホーン（ロー・オ・ザー・リ） （声 - ポール・ハロップ） | ジェイムズ・バー       | ジェームズ・W・ベイツ                     | 10月25日       | 2月6日          |
| 37                                     | ヴラック、再び 後編            | Vrak Is Back - Part 2                   | ヴラック トレスナグ（バリ・ボル・ダラ） （声 - フィル・ブラウン） ドリルホーン（ロー・オ・ザー・リ） （声 - ポール・ハロップ） | ジェイムズ・バー       | ジェームズ・W・ベイツ                     | 11月1日        | 2月13日         |
| 38                                     | 皇帝マヴロ、現る               | Emperor Mavro                           | ダマラス | チャーリー・ハスケル   | ジル・ドネラン                            | 11月8日        | 2月13日         |
| 39                                     | 絶望                           | The Wrath                               | リヴィエラ リヴィエラメガゾード（グレートインサーン）                                                                          | チャーリー・ハスケル   | セス・ウォルザー                          | 11月15日       | 2月20日         |
| 40                                     | 運命をかけた決戦               | Legendary Battle                        | 皇帝マヴロ レドカー | チャーリー・ハスケル   | セス・ウォルザー                          | 11月22日       | 2月20日         |
| SP3                                    |                                | The Legendary Battle: Extended Edition  | | チャーリー・ハスケル   | セス・ウォルザー                          | 11月24日       |                 |

## ゲーム
全てバンダイナムコゲームスからの発売。
Power Rangers Megaforce
2013年11月5日に発売されたニンテンドー3DS用ソフト。開発はアスペクト、デジタルワークスエンターテインメント。『獣電戦隊キョウリュウジャー ゲームでガブリンチョ!!』のキャラクター差し替え版。同年11月28日にオーストラリアで発売され、11月29日に欧州連合でも発売されている。
Power Rangers Super Megaforce
2014年10月28日に発売されたニンテンドー3DS用ソフト。開発はセブンスコード。
- 声の出演
  - メガフォースレッド / スーパーメガフォースレッド、ミスティックフォースレッド、ターボレッド、ジオレッド、マイティ・モーフィンブラック - ジョニー・ヨング・ボッシュ
  - スーパーメガフォースブルー、ロスト・ギャラクシーレッド、エイリアンレッド、スケルトックス - マーク・アレン・ジュニア
  - スーパーメガフォースグリーン、サムライレッド、タイムフォースレッド、ライトスピードレスキューレッド、マイティ・モーフィンレッド、スカタナ - ブライス・パーペンブルック
  - スーパーメガフォースピンク、マイティ・モーフィンイエロー - アシュレイ・アン
  - スーパーメガフォースイエロー、マイティ・モーフィンピンク - リンジィ・トーランス
  - ヴェッカー王子、オペレーション・オーバードライブレッド、ニンジャストームレッド、ゴーガックス - サム・リーガル
  - ダマラス、ジャングルフューリーレッド、SPDレッド、ダイノサンダーレッド、マイティ・モーフィングリーン、マイティ・モーフィンホワイト、ヘッドリッジ - パトリック・サイツ
  - アーガス、RPMレッド、ワイルドフォースレッド、イン・スペースレッド、オソガイン、リヴィエラのゾード、ロード・ゼッド - トニー・オリバー

## 国際展開
カナダでは2013年2月15日からYTVで放送され、ニコロデオンでも放送されている。ラテンアメリカ地域では2014年からカートゥーン ネットワーク・ラテンアメリカで放送。
イギリスではChannel Fiveで放送。2013年8月にはメガフォースレンジャーによるモールツアーイベントが行われた。フランスではGulliで放送。イギリスと同様のモールイベントも開催された。
日本では2016年10月から2017年3月まで東映チャンネルで字幕版が放送された。